# Jean Damali

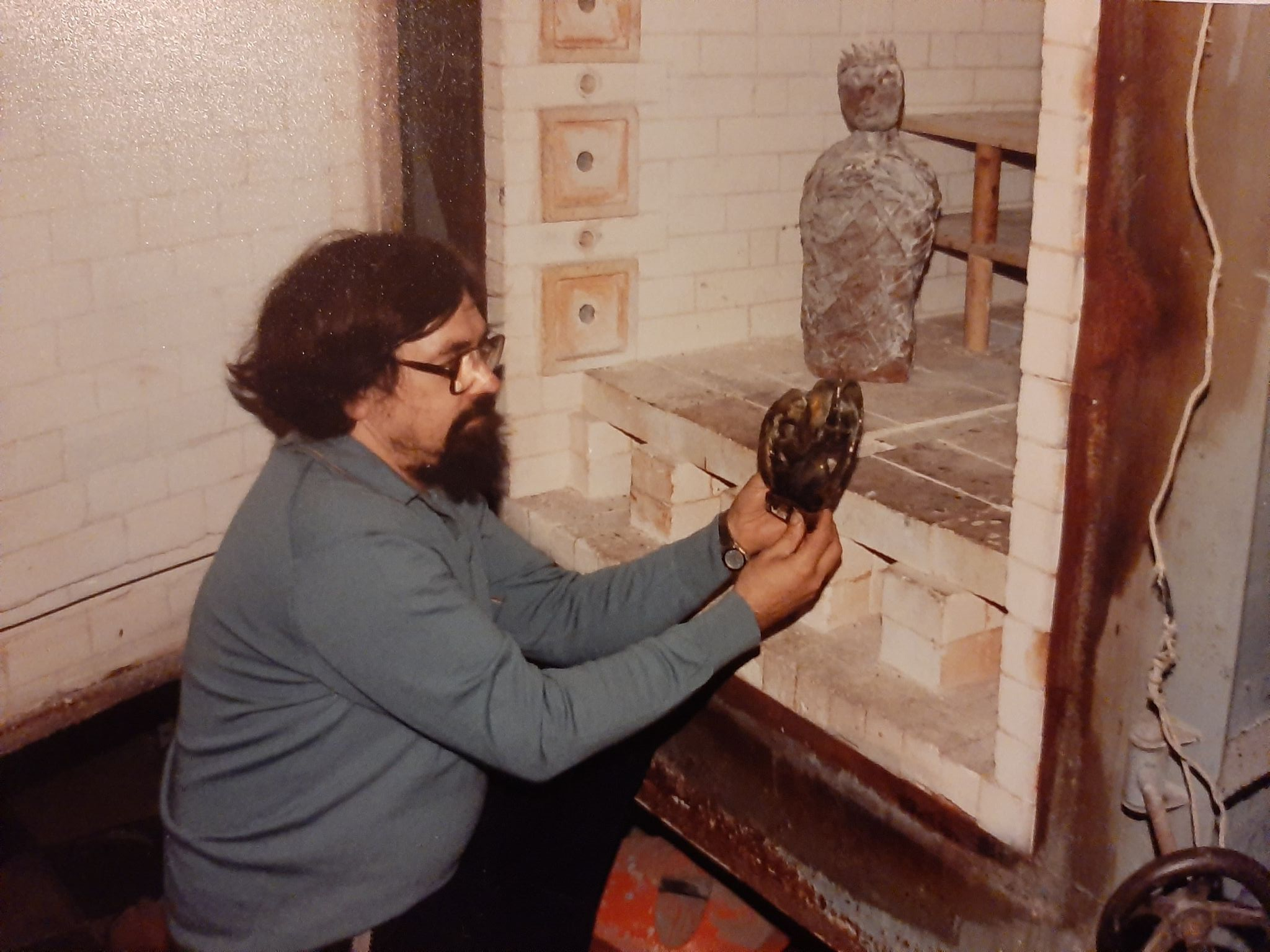
Kunstenaar Jean Damali bij zijn keramiekoven

Jean-Luc Van Acker (22 februari 1946), bekend onder de artiestennaam Jean Damali, is een Belgische kunstenaar, pottenbakker en keramist.
Zijn werk is voornamelijk gemaakt uit klei, glazuur, gloed en vuur. Hij stond bekend voor zijn keramiek en aardewerk maar specialiseerde zich voornamelijk in het figuratieve. Het lichaam in beweging of zwarte figuratieve lichamen gemaakt uit klei die samensmelten werden typisch voor de kunstenaar. Al snel nam hij dan ook het voor hem typische zwarte figuratieve logo over dat hem symboliseerde samen met zijn vrouw. 
De artiestennaam Jean Damali komt van de samentrekking van zijn eigen voornaam Jean(-Luc) en Damali dat staat voor zijn broers en zussen DAniel, MArc en LIzette. 
Een aantal van zijn kunstwerken bevindt zich in privécollecties.

## Loopbaan
Damali studeerde aan de Academie voor Schone Kunsten in Gent onder leiding van de keramiste Carmen Dionyse en volgde extra cursussen onder meer bij Antonio Lampecco. Hij ging echter een geheel aparte visie ontwikkelen, waardoor zijn aardewerk langzaam aan zou evolueren in de sfeer van wat men beeldhouwkunst zou kunnen noemen. Hij zag de keramiek als een volkomen autonome uiting van de eigen plastische visie.
Hij behaalde verschillende attesten en diploma's bij onder meer de Association Belgo-Hispanique en was lid van verschillende verenigingen zo was hij stichtend lid van de academie Spectraal en kreeg hij verschillende prijzen, eretekens en medailles in binnen- en buitenland.
Damali exposeerde in binnen- en buitenland. Hij creëerde tot 1996 een eigen zeer groot kunstcentrum en opvangcentrum voor jongeren met de naam 'Luc-Y-Land' in het oud klooster van Bever in het Pajottenland. Van 1996 tot 2015 verhuisde de kunstenaar zijn toonzaal naar Asper, waar de winkel 'Aan de Scheldekant' werd genoemd.